# 斐索-傅科儀

斐索儀的簡圖

由米歇爾森改良的斐索-傅科儀的簡圖（現在使用的是在當時不可能用的雷射光源）。

斐索-傅科儀是法國物理學家阿曼德·斐索在1849年和莱昂·傅科在1850年設計用來測量光速的儀器。
阿曼德·斐索在1849年的儀器由光源、反光鏡、旋轉的遮版和一個固定在8.633公里外的反光鏡組成。當光源發出的光線由轉動的遮板空隙射至遠方的反射鏡被反射回來時，只有在適當的轉速下才能再穿過遮板被偵測到。
莱昂·傅科在1850年改進了斐索在1849年的儀器,使用兩片固定的鏡子和轉動的鈍角齒輪所做的實驗測出了光速，而斐索測得的光速比後來被公認的光速高了約5%。
所以這兩台機器被稱為斐索-傅科儀

## 外部連結
- 光速測量報告格式（傅科法） （页面存档备份，存于）